# Пежхниця (Великопольське воєводство)
Пежхниця (пол. Pierzchnica, нім. Kolonie Pierschno) — село в Польщі, у гміні Сьрода-Велькопольська Сьредського повіту Великопольського воєводства.
У 1975-1998 роках село належало до Познанського воєводства.